# An Te-hjon
An Te-hjon (korejsky 안 대현 * 28. října 1962) je bývalý jihokorejský zápasník, reprezentant v zápase řecko-římském. V roce 1988 na olympijských hrách v Soulu vybojoval v kategorii do 62 kg bronzovou medaili. V roce 1986 vybojoval stříbrnou medaili na Asijských hrách.